# Outings Pastimes in Colorado
Outings Pastimes in Colorado è un cortometraggio muto del 1909 diretto da Francis Boggs

## Produzione
Il film fu prodotto dalla Selig Polyscope Company.

## Distribuzione
Distribuito dalla Selig Polyscope Company, il film - un breve documentario di 38 metri - uscì nelle sale cinematografiche statunitensi il 4 marzo 1909. Nelle proiezioni, veniva programmato con il sistema dello split reel, accorpato in un'unica bobina con un altro cortometraggio prodotto dalla Selig, il western The Mad Miner.